# Kvalserien till Elitserien i innebandy 2007/2008
Kvalserien till Elitserien i innebandy 2007/2008 spelades mellan den 24 mars och 9 april 2007 och bestod av sex lag som delades upp i två grupper om tre. De sex lagen var de som placerade sig på trettonde och fjortonde plats i Elitserien 2006/2007 samt de fyra vinnarna från de fyra division 1-serierna. Detta var första gången som kvalserien till Elitserien spelades för damer.
Vinnaren i ordinarie tid fick 3 poäng, vid oavgjort efter full speltid fick vardera lag ett poäng och matchen fortsatte till sudden death. Vinnaren i sudden death fick ytterligare en poäng - korades ingen vinnare fick inget lag extrapoäng (det vill säga att båda lagen fick nöja sig med ett poäng vardera). Förloraren i ordinarie tid fick noll poäng.
Lagen spelade en match mot varje motståndare, vilket alltså innebar två omgångar för varje lag. Vinnaren av varje grupp gick till Elitserien 2007/2008.
Täby IS var första lag att bli klara för Elitserien 2007/2008 efter att ha vunnit mot Hammarby IF och Umeå City IBK i grupp 1. Det förra elitserielaget Hammarby IF fick alltså spela i division 1 säsongen 2007/2008 precis som Umeå City IBK. Senare blev även KAIS Mora IF klara för Elitserien på RBK Göteborgs och förra elitserielaget IFK Kumla IBK:s bekostnad.

## Tabeller

### Grupp 1
|    | Grupp 1       | SM | V | O | F | ÖTV | GM | IM | MS | P |
| -- | ------------- | -- | - | - | - | --- | -- | -- | -- | - |
| 1. | Täby IS       | 2  | 2 | 0 | 0 | 0   | 11 | 4  | +7 | 6 |
|    |               |    |   |   |   |     |    |    |    |   |
| 2. | Umeå City IBK | 1  | 0 | 0 | 1 | 0   | 1  | 4  | –3 | 0 |
| 3. | Hammarby IF   | 1  | 0 | 0 | 1 | 0   | 3  | 7  | –4 | 0 |

S = Spelade matcher;  V = Vunna matcher;  O = Oavgjorda matcher;  F = Förlorade matcher; 
ÖV = Vunna matcher efter sudden death; +/- = antal gjorda och insläppta mål;  P = Poäng
Täby klara för Elitserien 2007/2008. Sista matchen mellan Hammarby och Umeå spelades ej, då det redan var klart vilket lag som gick till Elitserien.
|  | Umeå     | 1–4      | Täby     | 25 mars 13:00 |
|  | Täby     | 7–3      | Hammarby | 28 mars 20:00 |
|  | Hammarby | Inställd | Umeå     | 9 april 16:00 |

### Grupp 2
|    | Grupp 1       | SM | V | O | F | ÖTV | GM | IM | MS | P |
| -- | ------------- | -- | - | - | - | --- | -- | -- | -- | - |
| 1. | KAIS Mora IF  | 2  | 1 | 1 | 0 | 0   | 13 | 7  | +6 | 4 |
|    |               |    |   |   |   |     |    |    |    |   |
| 2. | RBK Göteborg  | 2  | 1 | 0 | 1 | 0   | 9  | 13 | –4 | 3 |
| 3. | IFK Kumla IBK | 2  | 0 | 1 | 1 | 0   | 10 | 12 | –2 | 1 |

S = Spelade matcher;  V = Vunna matcher;  O = Oavgjorda matcher;  F = Förlorade matcher; 
ÖV = Vunna matcher efter sudden death; +/- = antal gjorda och insläppta mål;  P = Poäng
KAIS Mora IF klara för Elitserien 2007/2008.
|  | Mora     | 8–2 | Göteborg | 24 mars 15:00 |
|  | Göteborg | 7–5 | Kumla    | 1 april 17:45 |
|  | Kumla    | 5–5 | Mora     | 9 april 16:00 |